# Yeovil & District League

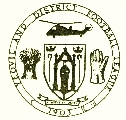
Logo

De Yeovil and District League is een Engelse regionale voetbalcompetitie. Er zijn 4 divisies en de Premier Division bevindt zich op het 14de niveau in de Engelse voetbalpiramide. De kampioen kan promoveren naar de Somerset County League. 